# Charmoilles
Charmoilles est une ancienne commune française du département de la Haute-Marne en région Grand Est. Elle est associée à la commune de Rolampont depuis 1972.

## Toponymie
Le nom de la localité est attesté sous les formes Charmoilles (1228) ; Charmailles (1249-1252) ; Chermoilles (1498) ; Charmaille (1559) ; Charmoille (1675).

Charmoilles est un diminutif de Charmes cal- micula , « petite lande ».

## Histoire
En 1789, ce village dépend de la province de Champagne.
Le 1er août 1972, la commune de Charmoilles est rattachée à celle de Rolampont sous le régime de la fusion-association.

## Politique et administration
| Période                                  | Période  | Identité       | Étiquette | Qualité |
| ---------------------------------------- | -------- | -------------- | --------- | ------- |
| 2014                                     | En cours | Claude Bouvier |           |         |
| Les données manquantes sont à compléter. |          |                |           |         |

## Démographie
| 1866 | 1872 | 1876 | 1881 | 1886 | 1891 | 1896 | 1901 | 1906 |
| ---- | ---- | ---- | ---- | ---- | ---- | ---- | ---- | ---- |
| 342  | 338  | 362  | 311  | 299  | 263  | 282  | 283  | 250  |

| 1911 | 1921 | 1926 | 1931 | 1936 | 1946 | 1954 | 1962 | 1968 |
| ---- | ---- | ---- | ---- | ---- | ---- | ---- | ---- | ---- |
| 239  | 191  | 203  | 187  | 159  | 160  | 165  | 147  | 138  |

## Lieux et monuments
- Église Saint-Remy
- Croix de l'église
- Croix des routes de Dampierre et Changey
- Croix du Champ-Cassier
- Château de Charmoilles : château fortifié, dont les fossés sont alimentés par les eaux de la Coudre et qui est devenu au cours des siècles une demeure de plaisance. Il garde son caractère défensif malgré les modifications intervenues au XVe siècle.

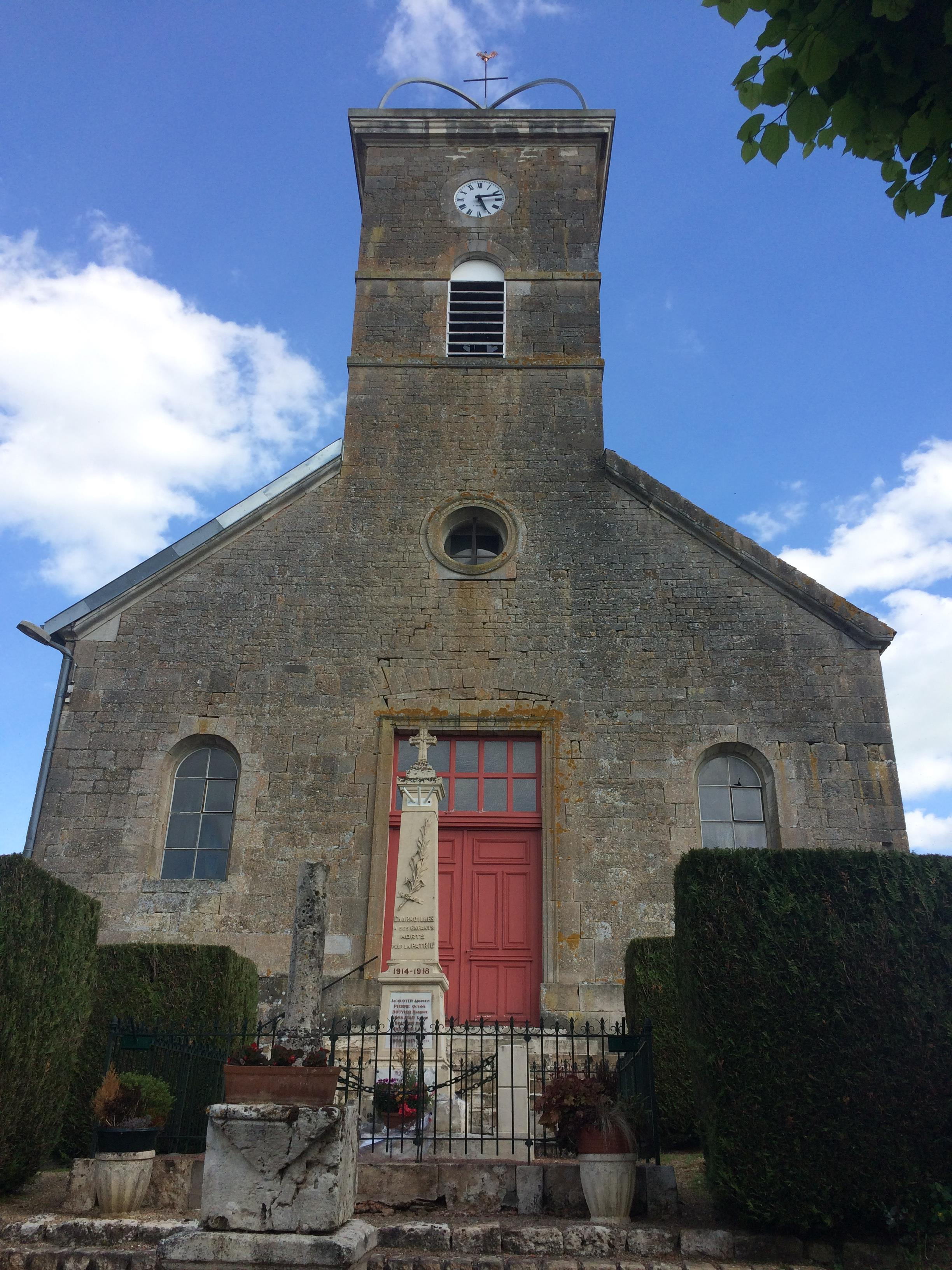
Eglise.
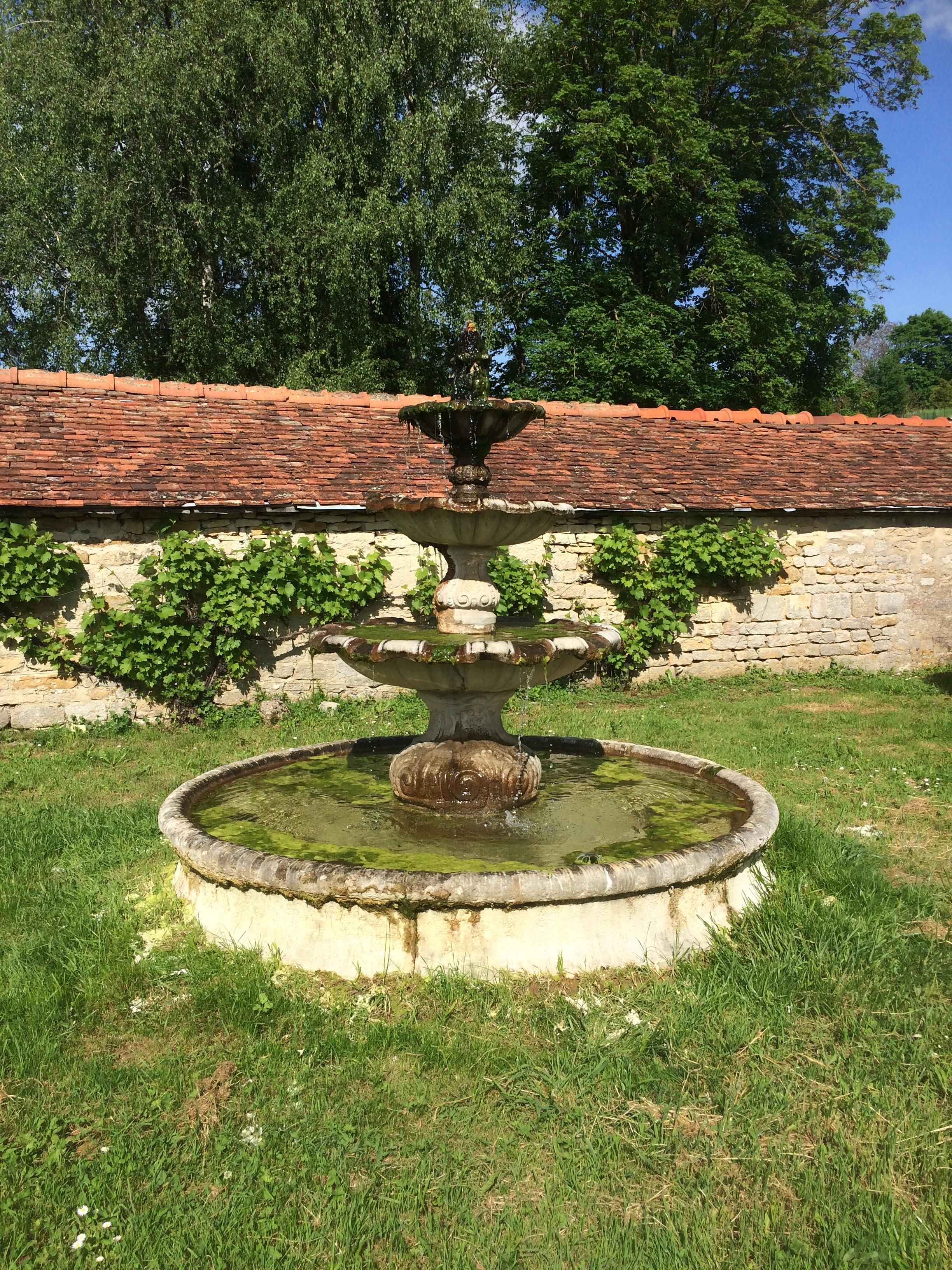
Fontaine.
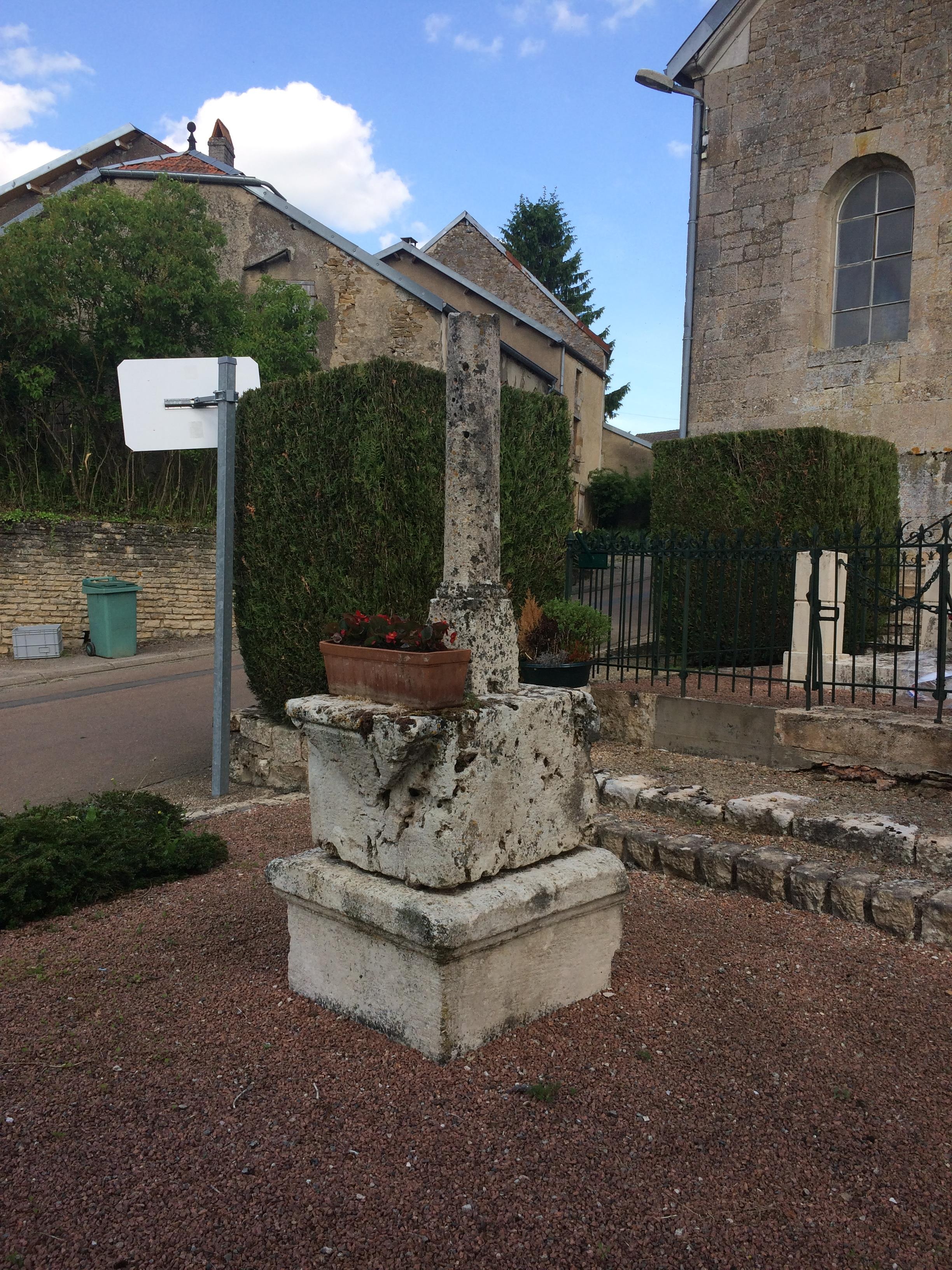
Croix de l'église.
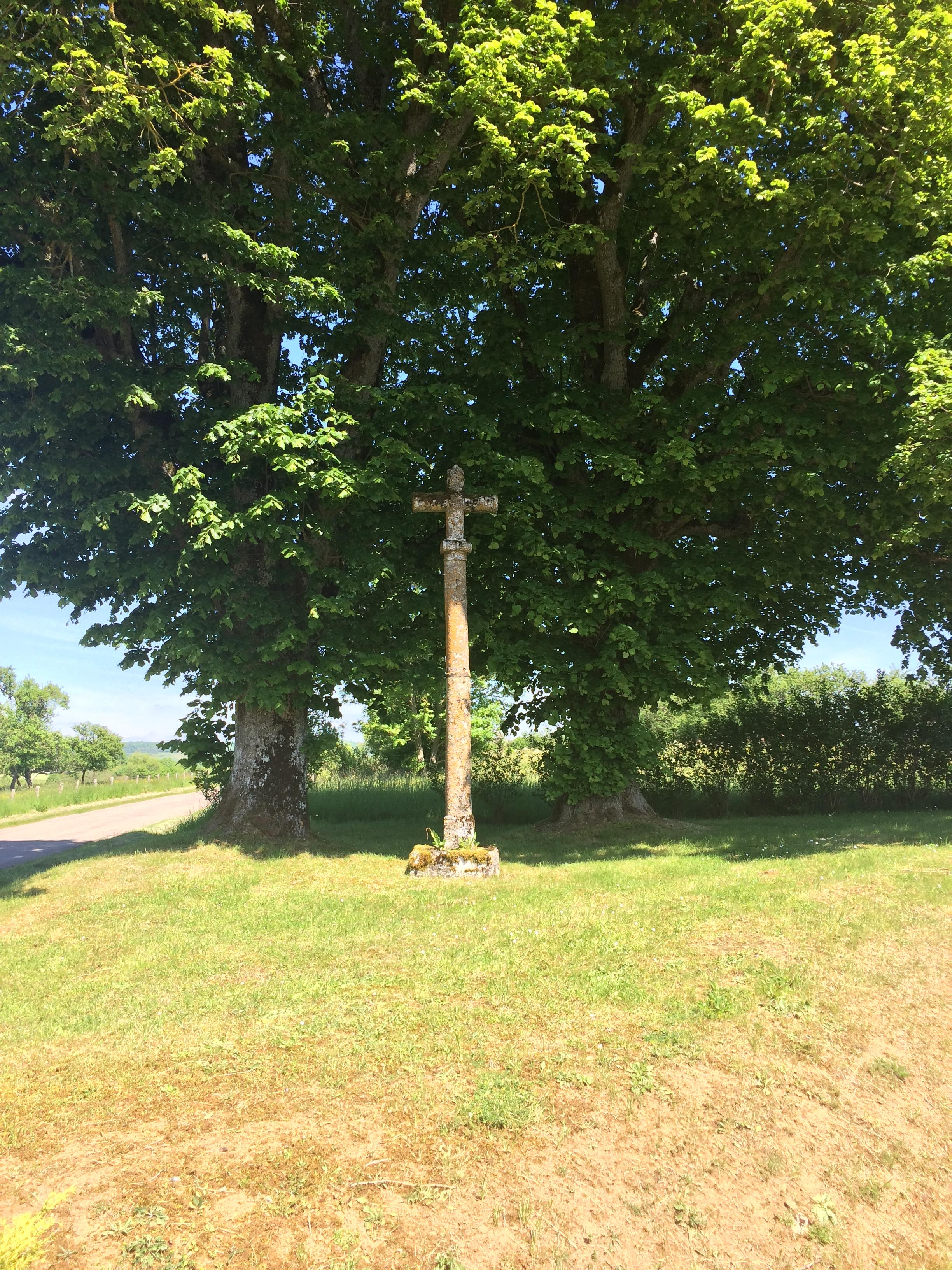
Croix routes Dampierre et Changey.
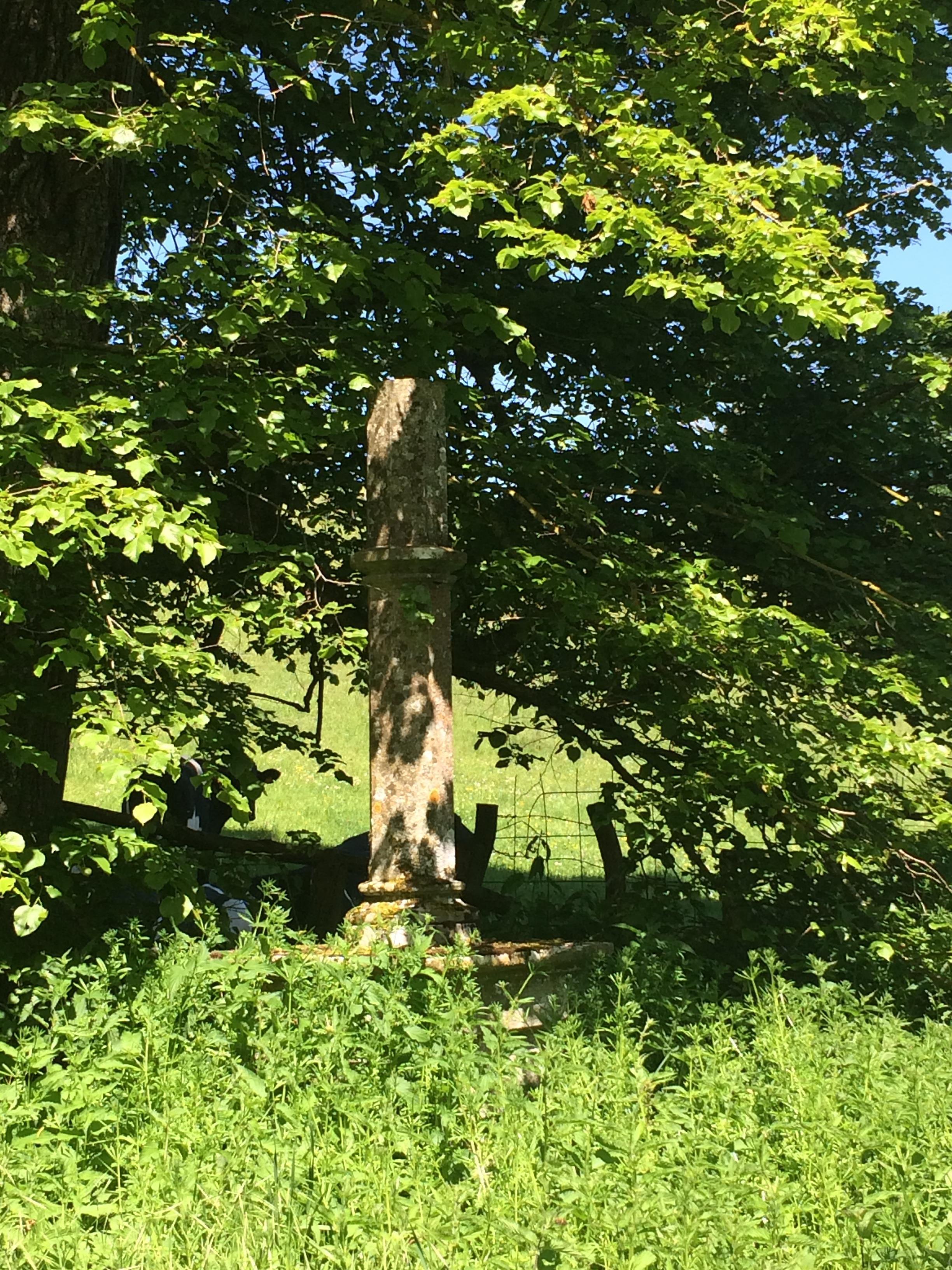
Croix du Champ-Cassier.